# نيرلي أبرام
نيريلي أبرام (مواليد يونيو 1977) أستاذة في كلية أبحاث ANU لعلوم الأرض التابعة للجامعة الوطنية الأسترالية، كانبيرا، أستراليا. تشمل مجالات خبرتها تغير المناخ وعلم المناخ القديم، بما في ذلك مناخ أنتاركتيكا، والمحيط الهندي ثنائي القطب، والتأثيرات على مناخ أستراليا.

## النشأة والتعليم
نشأت أبرام في وانجي وانجي في نيو ساوث ويلز في أستراليا. أكملت تعليمها الثانوي في مدرسة تورنتو الثانوية.[بحاجة لمصدر]
حصلت على درجة البكالوريوس في العلوم من جامعة سيدني عام 2000. تضمّن حصولها هذه الدرجة مشروعًا مع مرتبة الشرف يدرس تاريخ مناخ الهولوسين في جزر ريوكيو باليابان. حصلت كتقدير لدراستها وأبحاثها الجامعية على ميدالية الجامعة.
بدأت أبرام أبحاث ودراسات بهدف الحصول على درجة الدكتوراة من خلال كلية أبحاث علوم الأرض في الجامعة الوطنية الأسترالية في 2004 خلال هذا الوقت حصلت على منحة جون كونراد جايجر الدراسية. أكسبتها دراساتها العليا زمالة ميرفين وكايتالين باترسون  وجائزة روبرت هيل التذكارية للتميز في البحث العلمي والتواصل. 

## الأبحاث
تمتد خبرة أبرام البحثية لتشمل أنظمة المناخ في القطب الجنوبي والاستوائي. وقالت انها تستخدم الشعاب المرجانية، وعينات من الكهوف وعينات الأساسية الجليدية لإعادة بناء وتصوّر التغيرات المناخية في الماضي لتوفير منظور بالغ الأهمية على المدى الطويل على التغيرات المناخية مستقبلاً الأخيرة والمتوقعة . يتضمن سجل منشورات أبرام كمؤلّف أول أوراق بحث نشرت في المجلات العلمية للعلوم والطبيعة و علوم الأرض الطبيعية وتغيّر المناخ الطبيعي. 
بين عامي 2004 و 2011 عملت أبرام عالمة في نواة الجليد في هيئة المسح البريطانية للقطب الجنوبي؛ حيث كانت جزءًا من الفريق الذي حفر نواة الجليد في جزيرة جيمس روس في عام 2008. تضمنت اكتشافات الدكتورة أبرام في هذا المشروع أن درجة حرارة شبه جزيرة أنتاركتيكا ترتفع بسرعة كبيرة، مما أدى إلى زيادة ذوبان الجليد الصيفي بمقدار 10 أضعاف في تلك المنطقة من القارة القطبية الجنوبية.
عام 2014، أظهرت أبرام أن التحول باتجاه الجنوب في الرياح الغربية الناجم عن انبعاثات غازات الاحتباس الحراري قد نقل هذه الرياح إلى أقصى موقع لها جنوباً في آخر 1000 عام على الأقل، ما تسبّب في انخفاضٍ ملحوظ في هطول الأمطار في جنوب أستراليا. 

## الجوائز والتقدير
عام 2011، عادت أبرام إلى أستراليا بعد حصولها على زمالة QEII من خلال مجلس البحوث الأسترالي. في عام 2014، حصلت أبرام على منحة آيه آر سي ديسكفري الثانية لمواصلة عملها الرائد في دراسة آثار تغير المناخ المداري والقطب الجنوبي على أنماط هطول الأمطار في أستراليا. حصلت أبرام على جائزة دوروثي هيل لعام 2015 من الأكاديمية الأسترالية للعلوم والتي تكرّم التميّز في أبحاث علوم الأرض التي تجريها النساء الشابات (دون سن الأربعين).
أبرام رئيسة التحرير المشاركة لمجلة المناخ من الماضي منذ عام 2010، وهي مجلة مرتبطة بالاتحاد الأوروبي لعلوم الأرض. 

## روابط خارجية
- الملف الشخصي للدكتور نيريلي أبرام
- نيرلي أبرام منشورات مفهرسة من قبل جوجل سكولار